# Il maleficio della farfalla
Il maleficio della farfalla (El maleficio de la mariposa) è la prima opera teatrale del poeta e drammaturgo spagnolo Federico García Lorca. 
Storia
Scritta nel 1920 su invito dell'impresario Gregorio Martínez Sierra, fu messa in scena lo stesso anno al Teatro Eslava di Madrid con la ballerina Encarnación López Júlvez, soprannominata La Argentinita, nel ruolo della Farfalla, e Catalina Bárcena nel ruolo dello Scarafaggio. Non fu ben accolta da parte del pubblico, e venne cancellata dopo essere stata rappresentata soltanto quattro volte. Successivamente, in diverse occasioni Lorca ha sostenuto che la sua prima opera teatrale fosse Mariana Pineda (1927).
L'opera prende ispirazione da Yeats e Maeterlinck, in particolare da L'uccellino azzurro (1908). Il testo, scritto in versi, mette in scena una farfalla ferita, momentaneamente abbandonata dagli altri insetti, che vola via nonostante l'amore che uno scarafaggio prova per lei. Tra tutti gli insetti Lorca sceglie proprio la farfalla perché rappresenta la caducità della vita. I temi dell'amore frustrato e della morte imminente diverranno poi costanti nell'opera matura di Lorca, come l'utilizzo di diverse forme artistiche, comprese la musica e il balletto.
In Italia, è stato realizzato un adattamento da Gennaro Vitiello (edito da GM Press) dal titolo "La magia della farfalla". 
I protagonisti sono insetti, che danno alla storia un'aria inquietante da racconto infantile.
I personaggi sono:
- Curianito, il Pupo;
- Donna Curianita;
- Curianita Silvia;
- Alacranito el cortaimbres;
- Farfalla;
- Curianas guardianas;
- Gusano 1;
- Gusano 2;
- Gusano 3;

ed altri.